# Cher’s Golden Greats
Cher’s Golden Greats — первый сборник хитов американской певицы и актрисы Шер, выпущенный в 1968 году на лейблах Imperial (в США, Канаде, Австралии и ЮАР) и Liberty (в Европе). Альбом занял 195-е место в чарте Billboard Top LPs и был выпущен лишь как часть контракта с Imperial Records и Liberty.

## Список композиций
| №  | Название                                                             | Автор(ы)                | Длительность |
| -- | -------------------------------------------------------------------- | ----------------------- | ------------ |
| 1. | «You Better Sit Down Kids» (из альбома With Love, Chér, 1967)        | Сонни Боно              | 3:42         |
| 2. | «Sunny» (из альбома Chér, 1966)                                      | Бобби Хебб              | 3:06         |
| 3. | «Come and Stay with Me» (из альбома All I Really Want to Do, 1965)   | Джеки ДеШеннон          | 2:45         |
| 4. | «Alfie» (из альбома Chér, 1966)                                      | Берт Бакарак, Хэл Дэвид | 2:48         |
| 5. | «Take Me for a Little While» (из альбома Backstage, 1968)            | Трэйд Мартин            | 2:40         |
| 6. | «All I Really Want to Do» (из альбома All I Really Want to Do, 1965) | Боб Дилан               | 2:56         |

| №  | Название                                                                     | Автор(ы)               | Длительность |
| -- | ---------------------------------------------------------------------------- | ---------------------- | ------------ |
| 1. | «Bang Bang (My Baby Shot Me Down)» (из альбома The Sonny Side of Chér, 1966) | Сонни Боно             | 2:40         |
| 2. | «Needles and Pins» (из альбома All I Really Want to Do, 1965)                | Сонни Боно, Джек Ницше | 2:26         |
| 3. | «Dream Baby» (из альбома All I Really Want to Do, 1965)                      | Сонни Боно             | 2:58         |
| 4. | «Elusive Butterfly» (из альбома The Sonny Side of Chér, 1966)                | Боб Линд               | 2:26         |
| 5. | «Where Do You Go» (из альбома The Sonny Side of Chér, 1966)                  | Сонни Боно             | 3:12         |
| 6. | «Hey Joe» (из альбома With Love, Chér, 1967)                                 | Билли Робертс          | 3:26         |

## Персонал
- Шер — вокал
- Сонни Боно — музыкальный продюсер

## Позиции в хит-парадах
Еженедельные чарты:
| Хит-парад (1968)        | Высшая позиция | Пребывание в чарте |
| ----------------------- | -------------- | ------------------ |
| США (Billboard Top LPs) | 195            | 3 недели           |